# Michael Browne (Politiker, 1930)
Michael Browne (* 12. Januar 1930 im County Mayo; † 20. Dezember 2008) war ein irischer Politiker der Fine Gael und saß von 1961 bis 1965 im Dáil Éireann, dem Unterhaus des irischen Parlaments (Oireachtas).
Browne wurde bei den Wahlen 1961 in den Wahlkreis Mayo North in den Dáil gewählt. Mit den Wahlen 1965 verlor er seinen Sitz wieder und konnte ihn auch nicht bei den Wahlen 1969 zurückgewinnen.